# Agnats de France
 (août 2024).
Si vous disposez d'ouvrages ou d'articles de référence ou si vous connaissez des sites web de qualité traitant du thème abordé ici, merci de compléter l'article en donnant les références utiles à sa vérifiabilité et en les liant à la section « Notes et références ».
Cet arbre généalogique a pour vocation de recenser tous les descendants agnatiques de Robertiens.

## Descendance agnatique robertienne
- Robert (référendaire)
  - Lambert Ier de Hesbaye
    - Robert (chancelier)
      - Lambert II de Hesbaye
        - Robert Ier de Hesbaye
          - Thurimbert
            - Robert II de Hesbaye
              - Robert III de Hesbaye
                - Robert le Fort
                  - Eudes
                  - Robert Ier
                    - Hugues le Grand
                      - Hugues Capet (voir ci-après)
                      - Otton de Bourgogne
                      - Henri Ier de Bourgogne
                        - Eudes de Beaune (bâtard)
                        - Henri de Vergy (bâtard)

                      - Héribert d'Auxerre

                - Eudes Ier de Troyes
                  - Eudes II de Troyes
                  - Robert Ier de Troyes

                - Gontran de Hesbaye

          - Cancor
            - Heimrich (740-795)
              - Bubon de Grabfeldgau
              - Heimrich (765-812)
                - Poppo de Grapfeld
                  - Henri de Babenberg
                    - Léopold de Bavière (907)
                      - Arnulf Ier de Bavière
                        - Arnulf II de Bavière
                          - Berchtold Ier de Bavière

                        - Eberhard de Bavière
                          - Wigfrid de Verdun (évêque)

                    - Adalbert de Babenberg (854-906)
                    - Adélard de Babenberg
                    - Bérenger II de Neustrie

                  - Poppon II de Thuringe
                  - Eginon de Thuringe
                  - Adélard de Babenberg

      - Folchaid

## Descendance agnatique d'Hugues Capet
- Hugues Capet
  - Robert II
    - Hugues
    - Henri Ier
      - Philippe Ier
        - Louis VI
          - Philippe
          - Louis VII le Jeune
            - Philippe II Auguste 
              - Louis VIII le Lion 
                - Philippe
                - Louis IX  (voir ci-après)
                - Robert Ier d'Artois 
                  - Robert II d'Artois 
                    - Philippe d'Artois
                      - Robert III d'Artois
                        - Louis d'Artois
                        - Jean d'Artois
                          - Robert IV d'Artois
                          - Philippe d'Artois
                            - Charles d'Artois
                            - Philippe d'Artois

                        - Jacques d'Artois
                        - Robert d'Artois
                        - Charles d'Artois
                          - Louis d'Artois

                - Alphonse de Poitiers
                - Charles Ier d'Anjou  
                  - Charles II d'Anjou  
                    - Charles Martel de Hongrie 
                      - Charles Robert de Hongrie 
                        - Louis Ier de Hongrie 
                        - André Ier de Naples 
                        - Étienne de Slavonie
                          - Jean d'Anjou

                      - Louis d'Anjou 
                      - Robert Ier de Naples 
                        - Charles de Calabre

                      - Philippe Ier de Tarente
                        - Charles de Tarente
                        - Philippe de Roumanie
                        - Robert de Tarente
                        - Louis de Tarente 
                        - Philippe II de Tarente 

                      - Raymond-Bérenger d'Anjou
                      - Pierre d'Anjou

                    - Jean de Durazzo
                      - Charles de Durazzo
                        - Louis de Durazzo

                      - Louis de Gravina
                        - Louis de Gravina
                        - Charles III  
                          - Ladislas Ier de Naples  

                      - Robert de Duras
                        - Charles de Durazzo
                          - Louis de Durazzo

                      - Étienne de Durazzo
                        - Léonard Esteves de Naples
                          - João Esteves da Veiga de Nápoles
                            - Henrique Esteves da Veiga de Nápoles
                              - Henrique da Veiga de Nápoles
                                - Manuel da Veiga
                                - Henrique Esteves II da Veiga de Nápoles

              - Philippe Hurepel de Clermont
                - Albéric de Clermont

              - Pierre Charlot 

          - Henri
          - Hugues
          - Robert Ier de Dreux
            - Simon
            - Robert II de Dreux
              - Robert III de Dreux
                - Jean Ier de Dreux
                  - Robert IV de Dreux
                    - Jean II de Dreux
                      - Robert V de Dreux
                        - Pierre Ier de Dreux
                        - Jean III de Dreux

                - Robert Ier de Beu
                  - Robert II de Beu
                    - Robert III de Beu
                      - Robert IV de Beu
                        - Robert V de Beu
                        - Jean de Beu

                      - Robert VI de Beu

              - Henri de Dreux
              - Jean de Dreux
              - Pierre Ier de Bretagne 
                - Jean Ier de Bretagne 
                  - Arthur II de Bretagne 
                    - Jean III de Bretagne 

                - Olivier Ier de Machecoul
                  - Jean Ier de Machecoul
                    - Gérard Ier de Machecoul
                      - Louis Ier de Machecoul
                      - Gérard II de Machecoul
                        - Jean II de Machecoul
                        - Louis II de Machecoul

                      - Jean de Machecoul (1318-1403)
                        - Miles de Machecoul (1345-1397)
                          - Gérard de Machecoul (1370-1425)
                            - Jean de Machecoul (1392)
                            - Jean de Machecoul (1394-1426)
                            - Louis de Machecoul (1396-1434)

                          - Placide de Machecoul

                        - Gérard de Machecoul (1320-1342)

                    - Jean de Machecoul (1279-1347)
                    - Guillaume de Machecoul
                    - Raoul de Machecoul
                    - Brient de Machecoul

                  - Olivier II de Machecoul

            - Henri de Dreux
            - Philippe de Dreux

          - Pierre Ier de Courtenay
            - Pierre II de Courtenay 
              - Philippe II de Courtenay-Namur
              - Robert de Courtenay 
              - Henri II de Courtenay-Namur
              - Baudouin II de Courtenay 
                - Philippe Ier de Courtenay 
                  - Robert de Tarente 

            - Robert Ier de Courtenay-Champignelles
              - Pierre de Courtenay-Conches
              - Philippe de Courtenay
              - Robert de Courtenay
              - Jean Ier de Courtenay-Champignelles
              - Guillaume de Courtenay
              - Raoul de Courtenay

            - Philippe de Courtenay
            - Guillaume de Courtenay
            - Jean de Courtenay

          - Philippe de France (1132-1161)

        - Henri
        - Charles
        - Eudes
        - Philippe de Mantes
        - Fleury de France

      - Robert
      - Hugues Ier de Vermandois
        - Simon Ier de Vermandois 
        - Raoul Ier de Vermandois
          - Raoul II de Vermandois

    - Robert Ier de Bourgogne 
      - Henri de Bourgogne (1035-1066)
        - Hugues Ier de Bourgogne 
        - Eudes Ier de Bourgogne 
          - Hugues II de Bourgogne 
            - Eudes II de Bourgogne 
              - Hugues III de Bourgogne 
                - Eudes III de Bourgogne 
                  - Hugues IV de Bourgogne 
                    - Robert II de Bourgogne 
                      - Hugues V de Bourgogne 
                      - Eudes IV de Bourgogne 
                        - Philippe de Bourgogne (1323-1346)
                          - Philippe Ier de Bourgogne 

                      - Louis de Bourgogne

                - André Dauphin de Bourgogne
                  - Guigues VII de Viennois 
                    - Jean Ier de Viennois 

        - Renaud de Bourgogne (abbé)
        - Robert de Bourgogne (évêque) 
        - Henri de Bourgogne (comte de Portugal)
          - Alphonse Ier 
            - Sanche Ier 
              - Alphonse II 
                - Sanche II 
                - Alphonse III 
                  - Denis Ier 
                    - Alphonse IV 
                      - Pierre Ier 
                        - Ferdinand Ier 
                        - Jean Ier 
                          - Édouard Ier 
                            - Alphonse V 
                              - Jean II 
                                - Alphonse de Portugal (1475-1491) 
                                - Georges de Lancastre (bâtard)
                                  - Jean de Lancastre
                                    - Georges II de Lancastre

                            - Ferdinand de Portugal (1433-1470)
                              - Manuel Ier 
                                - Jean III 
                                  - Jean de Portugal (1537-1554)
                                    - Sébastien Ier

                                - Henri Ier 
                                - Louis de Portugal
                                  - Antoine de Portugal (bâtard)

## Descendance agnatique deLouisIX
- Louis IX de France (1214-1270) 
  - Louis de France (1244-1260)
  - Philippe III de France (1245-1285) 
    - Louis de France (1264-1276)
    - Philippe IV de France (1268-1314)  
      - Louis X de France (1289-1316) v 
        - Jean Ier de France (1316-1316)  

      - Philippe V de France (1293-1322)  
        - Philippe de France (1316-1317)

      - Charles IV de France (1294-1328)  
        - Philippe de France (1314-1322)
        - Louis de France (1324-1324)

      - Robert de France (1296-1308)

    - Robert de France (1269-1276)
    - Charles de Valois (1270-1325)  
      - Antoine de Brossard (1289-1346)
      - Philippe VI de France (1293-1350) 
        - Thomas de la Marche (1318-1361)
          - Jean de la Marche

        - Jean II de France (1319-1364) 
          - Charles V de France (1338-1380) 
            - Jean de France (1366-1366)
            - Charles VI de France (1368-1422) 
              - Charles de France (1386-1386)
              - Charles de France (1392-1401)
              - Louis de Guyenne (1397-1415)
              - Jean de France (1398-1417)
              - Charles VII de France (1403-1461) 
                - Louis XI de France (1423-1483) 
                  - Louis de France (1458-1460)
                  - Joachim de France (1459-1459)
                  - François de France (1466-1466)
                  - Charles VIII de France (1470-1498) 
                    - Charles-Orland de France (1492-1495)
                    - François de France (1493-1493)
                    - Charles de France (1496-1496)
                    - François de France (1497-1497)

                  - François de France (1472-1473)

                - Jean de France (1426-1426)
                - Jacques de France (1432-1437)
                - Philippe de France (1436-1436)
                - Charles de France (1446-1472)

              - Philippe de France (1407-1407)

            - Louis Ier de Valois-Orléans (1372-1407) 
              - Jean-Philippe de Valois-Orléans (1393-1393)
              - Charles de Valois-Orléans (1394-1395)
              - Charles Ier de Valois-Orléans (1394-1465) 
                - Louis XII de France (1462-1515) 
                  - Michel Bucy (1489-1511)
                  - François de France (1503-1503)

              - Philippe de Valois-Orléans (1396-1420)
              - Louis de Valois-Orléans (1398-1400)
              - Jean de Valois-Angoulême (1399-1467)
                - Louis de Valois-Angoulême (1455-1458)
                - Charles de Valois-Angoulême (1459-1496)
                  - François Ier de France (1494-1547) 
                    - Louis de Saint-Gelais de Lansac (1513-1589)
                      - Guy de Saint-Gelais de Lansac (1544-1622)
                        - Alexandre de Saint-Gelais de Lansac
                        - Arthus de Saint-Gelais de Lansac (15??-1643)
                          - Gilles de Saint-Gelais de Lansac (1???-1636)

                      - Charles de Saint-Gelais de Lansac (15??-1586)
                      - François de Saint-Gelais de Lansac
                      - Urbain de Saint-Gelais de Lansac (15??-1613)

                    - François de France (1518-1536) 
                    - Henri II de France (1519-1559) 
                      - François II de France (1544-1560) 
                      - Louis de France (1549-1550) 
                      - Charles IX de France (1550-1574) 
                        - Charles de Valois-Angoulême (1573-1650)
                          - Henri de Valois-Angoulême (1596-1668)
                          - Louis-Emmanuel de Valois-Angoulême (1596-1653)
                            - Louis de Valois-Angoulême (1630-1637)
                            - Armand de Valois-Angoulême (1635-1639)
                            - François de Valois-Angoulême (1639-1644)
                            - Antoine de Valois-Angoulême (1649-1701)

                          - François de Valois-Angoulême (1598-1622)

                      - Henri de Valois-Angoulême (1551-1586)
                      - Henri III de France (1551-1589)  
                      - François de France (1555-1584) 
                      - Henri de Saint-Rémi (1557-1621)
                        - François de Saint-Rémi (1593-1648)
                        - Jacques de Saint-Rémi (1599-1621)
                        - René de Saint-Rémi (1606-1663)

                    - Charles II d'Orléans (1522-1545) 
                    - Philippe de Valois-Angoulême (1524-1525)
                    - Nicolas d'Estouteville (1545-1567)

                - Jean de Valois-Angoulême

              - Jean de Dunois (1403-1468)
                - Jean d'Orléans (1443-1453)
                - François Ier d'Orléans-Longueville (1447-1491)
                  - François II d'Orléans-Longueville (1470-1513)
                    - Jacques d'Orléans-Longueville (1511-1512)

                  - Louis Ier d'Orléans-Longueville (1480-1516)
                    - Claude d'Orléans-Longueville (1507-1524)
                      - Claude d'Orléans-Longueville

                    - Louis II d'Orléans-Longueville (1510-1537)
                      - François III d'Orléans-Longueville (1535-1551)
                      - Louis d'Orléans-Longueville (1536-1536)

                    - François d'Orléans-Longueville (1513-1548)
                      - Léonor d'Orléans-Longueville (1540-1573)
                        - Charles d'Orléans-Longueville (1564-1565)
                        - Charles d'Orléans-Longueville (1565-15??)
                        - Henri d'Orléans-Longueville (1568-1595)
                          - Henri II d'Orléans-Longueville (1595-1663)
                            - Jean-Louis d'Orléans-Longueville (1646-1694)
                            - Charles-Paris d'Orléans-Longueville (1649-1672)
                              - Charles d'Orléans-Longueville (16??-1688)

                        - Léonor d'Orléans-Longueville (1569-15??)
                        - François d'Orléans-Longueville (1570-1631)
                          - Léonor d'Orléans-Longueville (1605-1622)

                      - Jacques d'Orléans-Longueville (1547-1547)
                      - Léonor d'Orléans-Longueville (15??-1628)
                      - François d'Orléans-Rothelin (15??-1600)
                        - Henri Ier d'Orléans-Rothelin (1583-1652)
                          - Marc-Antoine d'Orléans-Rothelin (16??-1644)
                          - Henri-Auguste d'Orléans-Rothelin (1624-1698)
                            - Henri II d'Orléans-Rothelin (1655-1691)
                              - Philippe d'Orléans-Rothelin (1678-1715)
                              - Alexandre d'Orléans-Rothelin (1688-1764)
                              - Charles d'Orléans de Rothelin (1691-1744)

                          - François d'Orléans-Rothelin (1627-1686)
                            - Jean d'Orléans-Rothelin (1668–1695)
                            - Léonor d'Orléans-Rothelin (1672–1690)
                            - François d'Orléans-Rothelin (16??- 1728)

                          - Gabriel d'Orléans-Rothelin (16??-1414)

                        - Léonor d'Orléans-Rothelin (15??-1628)

                  - Jean d'Orléans-Longueville (1484-1533)

            - Oudard d'Attainville (1360-14??)
            - Jean de Montagu (1363-1409)
              - Charles de Montagu (1397-1415)

          - Louis Ier d'Anjou (1339-1384)   
            - Louis II d'Anjou (1377-1417)   
              - Louis III d'Anjou (1403-1434)   
              - René d'Anjou (1409-1480)  
                - Jean II de Lorraine (1425-1470) 
                  - Jean de Lorraine (14??-1471)
                  - René de Lorraine (1446-1446)
                  - Nicolas de Lorraine (1448-1473) 
                  - Jean de Calabre (14??-1505)
                    - Ferri de Calabre (14??-1561)

                  - Aubert de Calabre

                - Louis d'Anjou-Commercy (1427-1445)
                - Nicolas d'Anjou (1428-1430)
                - Charles d'Anjou (1431-1432)
                - Jean d'Anjou (14??-1536)

              - Charles IV du Maine (1414-1472)
                - Jean Louis Marin d'Anjou (1433-1433)
                - Charles V d'Anjou (1446-1481) 
                - Louis d'Anjou-Mézières (14??-1489)
                  - Louis d'Anjou-Mézières (1482-1482)
                  - René d'Anjou-Mézières (1483-1521)
                    - Louis d'Anjou-Mézières
                    - Nicolas d'Anjou-Mézières (1518-1570)
                      - Nicolas d'Anjou-Mézières (1545-1568)

                - Jean d'Anjou (14??-1498)

            - Charles d'Anjou (1380-1404)

          - Jean de Berry (1340-1416)
            - Charles de Berry (1362-1383)
            - Louis de Berry (1364-1384)
            - Jean de Berry (1376-1397)

          - Philippe II de Bourgogne (1342-1404)
            - Henri du Risoir (1360-1409)
            - Jean Ier de Bourgogne (1371-1419)
              - Philippe de Bourgogne (1396-1467)
                - Corneille de Bourgogne (1420-1452)
                  - Jérôme de Bourgogne
                    - Antoine de Bourgogne

                  - Jean de Bourgogne (14??-1479)

                - Antoine de Bourgogne (1421-1504)
                  - Philippe de Bourgogne-Beveren (1450-1498)
                    - Adolphe de Bourgogne (1489-1540)
                      - Maximilien II de Bourgogne (1514-1558)
                      - Philippe de Bourgogne (15??-1556)

                  - Antoine de Bourgogne
                  - Nicolas de Bourgogne (14??-1520)

                - David de Bourgogne (1427-1496)
                - Antoine de Bourgogne (1430-1432)
                - Josse de Bourgogne (1432-1432)
                - Charles de Bourgogne (1433-1477)
                - Raphaël de Bourgogne-Mercatel (1437-1508)
                  - Antoine de Bourgogne-Mercatel
                    - Raphaël de Bourgogne-Mercatel
                      - Nicolas de Bourgogne-Mercatel (15??-1597)
                        - Jacques de Bourgogne-Mercatel

                - Baudouin de Bourgogne (1446-1508)
                  - Philippe de Bourgogne (14??-1542)
                  - Charles de Bourgogne (1491-1538)
                    - Jacques de Bourgogne (151?-1556)
                    - Charles de Bourgogne (15??-1581)
                      - Jean de Bourgogne (15??-1628)
                        - Charles de Bourgogne

                  - Maximilien de Bourgogne (14??-1536)

                - Philippe de Bourgogne (1464-1524)
                  - Jean de Bourgogne
                  - Philippe de Bourgogne
                  - Olivier de Bourgogne
                  - Baudouin de Bourgogne

                - Jean de Bourgogne (1438-1499)
                  - Arnould de Bourgogne
                  - Jacques de Bourgogne

                - Corneille de Bourgogne (14??-1428)
                - Arthur de Bourgogne

              - Guy de Bourgogne (14??-1436)
                - Philippe de Bourgogne

              - Antoine de Bourgogne
              - Jean VI de Bourgogne (1404-1480)

            - Charles de Bourgogne (1372-1373)
            - Antoine de Brabant (1384-1415)
              - Jean IV de Brabant (1403-1427)
              - Philippe de Saint-Pol (1404-1430)
                - Antoine de Brabant (14??-1498)
                - Philippe de Brabant (14??-1465)
                - Jean de Brabant (14??-1495)
                - Guillaume de Brabant

              - Guillaume de Brabant (1410-1410)

            - Philippe de Bourgogne (1389-1415)
              - Philippe de Bourgogne (1410-1415)
              - Charles de Bourgogne (1414-1464)
              - Jean de Bourgogne (1415-1491)
                - Jean de Bourgogne
                - Gérard de Bourgogne
                - Pierre de Nevers
                - Philippe de Nevers (14??-1522)

        - Louis de Valois (1328-1328)
        - Louis de Valois (1330-1330)
        - Jean de Valois (1333-1333)
        - Philippe d'Orléans (1336-1375)  
          - Louis d'Orléans (13??-1397) 

        - Jean d’Armagnac

      - Charles II d'Alençon (1297-1346) 
        - Charles III d'Alençon (1337-1375) 
        - Philippe d'Alençon (1339-1397)
        - Pierre II d'Alençon (1340-1404) 
          - Pierre d'Alençon (1374-1375)
          - Jean d'Alençon (1375-1376)
          - Jean Ier d'Alençon (1385-1415) 
            - Pierre d'Alençon (1405-1424)
            - Pierre d'Alençon (1407-1408)
            - Jean II d'Alençon (1409-1476) 
              - René d'Alençon (1454-1492) 
                - Charles IV d'Alençon (1489-1525) 
                - Charles de Cany (14??-1545)
                - Charles de Cany (14??-1524)

              - Jean Trouvé
              - Robert Naturel

          - Pierre d'Alençon

        - Robert d'Alençon (13??-1377)

      - Guillaume de Neuilly (1300-13??)
      - Jean de Chartres (1302-1308)
      - Louis de Valois (1318-1328)

    - Louis d'Évreux (1276-1319)
      - Philippe III de Navarre (1305-1343) 
        - Louis de Navarre (1329-1330)
        - Charles II de Navarre (1332-1387) 
          - Charles III de Navarre (1361-1425) 
            - Lancelot de Navarre (1386-1420)
            - Godefroy de Navarre (1394-14??)
            - Charles de Navarre (1397-1402)
            - Louis de Navarre (1399-1400)

          - Philippe de Navarre (1364-1370)
          - Pierre de Navarre (1366-1412)
          - Lionel de Navarre (1378-1413)
            - Philippe de Navarre
            - Joaquín de Navarre
            - Juanón de Navarre

        - Philippe de Navarre (1336-1363)
          - Lancelot de Navarre

        - Louis de Navarre (1341-1376)
          - Charles de Beaumont (1361-1432)
            - Charles de Beaumont (140?-1422)
            - Louis Ier de Beaumont (1412-1462)
              - Louis II de Beaumont
              - Henri de Beaumont
              - Charles d Beaumont
              - Jean de Beaumont
              - Philippe de Beaumont
              - Thibaut de Beaumont

            - Jean de Beaumont
            - Tristan de Beaumont
            - Charles de Beaumont
            - Michel de Beaumont
            - Guillaume de Beaumont

          - Tristan de Beaumont

      - Charles d'Étampes (1306-1336)
        - Louis d'Étampes (1336-1400)
        - Jean d'Évreux (1336-1373)

      - Jean de Polissac (13??-1397)

  - Jean de France (1248-1248)
  - Jean Tristan de France (1250-1270) 
  - Pierre Ier d'Alençon (1251-1283) 
    - Louis d'Alençon (1276-1277)
    - Philippe d'Alençon (1278-1279)

  - Robert de Clermont (1256-1317)  (voir ci-après)

## Descendance agnatique deRobert de Clermont
- Robert de Clermont (1256-1317) 
  - Louis Ier de Bourbon (1279-1341) 
    - Jean de Bourbon (1297-1375)
      - Gérard de Bourbon

    - Guy de Bourbon (1299-1349)
      - Gérard de Bourbon

    - Pierre Ier de Bourbon (1313-1356)
      - Louis II de Bourbon (1339-1410) 
        - Jean Ier de Bourbon (1382-1434) 
          - Charles Ier de Bourbon (1401-1456) 
            - Jean II de Bourbon (1426-1488) 
              - Mathieu de Bourbon (1462-1505)
              - Charles de Bourbon-Lavedan (1470-1502)
                - Hector de Bourbon-Lavedan (14??-1525)
                - Jean de Bourbon-Lavedan (14??-1549)
                  - Manaud de Bourbon-Barbazan (1532-1592)
                    - Anne de Bourbon-Barbazan (1557-1583)

                  - Henri de Bourbon-Lavedan (1544-1611)
                    - Élie de Bourbon-Malause (1572-1584)
                    -  Henri de Bourbon-Malause (1575-1647)
                      - Louis de Bourbon-Malause (1608-1667)
                        - Henri de Bourbon-Malause (1644-16??)
                        - Guy-Henri de Bourbon-Malause (1654-1694)
                        - Armand de Bourbon-Malause (1655-1732)
                        - Louis de Bourbon-Malause (1657-1690)

                    - Jacques de Bourbon-Malause

                  - Anne de Bourbon-Lavedan (15??-1594)
                    - Jean-Jacques de Bourbon-Lavedan (15??-1610)

                - Jacques de Bourbon-Lavedan
                - Gaston de Bourbon-Basian (14??-1555)
                  - Jean de Bourbon-Basian (1548-1638)
                    - Samuel de Bourbon-Basian
                      - Gédéon de Bourbon-Basian (1608-1666)

              - Hector de Bourbon (14??-1502)
              - Pierre de Bourbon
              - Jean de Bourbon (1487-1487)
              - Louis de Bourbon (1488-1488)

            - Philippe de Bourbon (1429-1453)
            - Charles II de Bourbon (1433-1488)  
            - Louis de Bourbon (1438-1482) 
              - Pierre de Bourbon Busset (1464-1530)
                - Philippe de Bourbon Busset (1499-1557)
                  - Claude de Bourbon Busset (1531-1588)
                    - César de Bourbon Busset (1565-1630)
                      - Claude de Bourbon Busset (1589-1632)
                      - Charles de Bourbon Busset (1590-1632)
                        - Louis de Razout (1628-1693)
                          - Louis François de Razout (16??-1696)
                          - Charles de Razout (1662-1???)
                            - Charles de Razout (1698-17??)

                          - Louis de Razout (1673-1736)
                            - Louis Antoine de Razout (1716-1720)
                            - François de Razout (1717-17 ??)
                            - Nicolas de Razout (1718-1719)
                            - Jean Étienne de Razout (1719-1720)
                            - Louis de Razout (1721-17??)
                            - Claude de Razout (1728-17??)

                          - Clément de Razout (1675-1757)
                            - Gaspard de Razout (1697-1757)
                              - Louis Antoine de Razout (1736-1736)
                              - Louis Henri de Razout (1737-1814)
                                - François de Razout (17??-1813)
                                - Louis Nicolas de Razout (1772-1820)
                                - Louis de Razout (1779-1806)

                              - Clément de Razout (1738-1742)
                              - Claude François de Razout (1740-1742)
                              - Pierre Gaspard de Razout (1741-1830)
                                - Louis de Razout (1786-1837)
                                  - Pierre Gaspard de Razout (1813-1897)
                                  - Louis de Razout (1815-1816)
                                  - Pierre de Razout (1815-1816)
                                  - Pierre François de Razout (1818-1900)
                                    - Louis de Razout (1847-1932)
                                    - Albert de Razout (1848-19??)
                                    - Félix Ferdinand de Razout (1850-1871)
                                    - Anatole Henry de Razout (1854-1934)
                                      - Emmanuel de Razout (1892-1900)

                                    - Henry de Razout (1856-1939)
                                    - Félix de Razout (1860-1939)
                                    - Marcel de Razout (1863-19??)
                                    - Georges de Razout (1865-1887)
                                    - Émile Joseph de Razout (1866-1952)
                                      - Georges de Razout (1918-2001)

                                  - Eugène Léon de Razout (1821-1866)

                                - Armand de Razout (1791-1791)

                              - Clément de Razout (1748-1749)
                              - Clément de Razout (1751-1752)
                              - François de Razout (1752-17??)
                              - Pierre Antoine de Razout (1754-1815)
                              - Louis François de Razout (1756-1830)

                            - François de Razout (1702-1757)
                              - Charles de Razout (1733-1742)
                              - Clément de Razout (1750-1752)
                              - Élie de Razout (1755-1755)

                            - Louis Charles de Razout (1706-17??)
                            - Claude Léger de Razout (1708-1721)

                          - François de Razout (1677-16??)

                      - Jules César de Bourbon Busset (1593-1604)
                      - Jean-Louis de Bourbon Busset (1597-1667)
                        - Louis de Bourbon Busset (1648-1677)
                          - Louis de Bourbon Busset (1672-1724)
                            - François-Louis-Antoine de Bourbon Busset (1722-1793)
                              - Gaspard Louis de Bourbon Busset (1745-1751)
                              - Louis-François-Joseph de Bourbon Busset (1749-1829)
                                - François de Bourbon Busset (1782-1856)
                                  - Charles de Bourbon Busset (1819-1897)
                                  - Gaspard de Bourbon Busset (1819-1871)
                                    - Robert de Bourbon Busset (1848-1918)
                                      - François de Bourbon Busset (1875-1954)
                                        - Jacques de Bourbon Busset (1912-2001)
                                          - Charles de Bourbon Busset (1945)
                                            - Philippe de Bourbon Busset (1976)

                                          - Robert de Bourbon Busset (1947-1980)
                                          - Jean Louis de Bourbon Busset (1948)

                                        - Charles de Bourbon Busset (1913-1942)
                                        - Robert de Bourbon Busset (1915-1940)
                                        - François de Bourbon Busset (1917-2003)

                                      - Henri de Bourbon Busset (1883-1884)
                                      - Antoine de Bourbon Busset (1885-1913)
                                      - Jean de Bourbon Busset (1889-1914)
                                      - Jacques de Bourbon Busset (1892-1911)

                                    - Guy de Bourbon-Châlus (1849-1905)
                                      - Gaspard de Bourbon-Châlus (1876-1936)
                                        - Louis de Bourbon-Châlus (1911-2001)
                                          - Philippe de Bourbon-Châlus (1942-2013)
                                            - Louis de Bourbon-Châlus (1981)

                                      - Charles-Louis de Bourbon-Châlus (1877-1943)
                                      - Pierre de Bourbon-Châlus (1889-1968)

                                - Antoine de Bourbon Busset (1787-1829)
                                - Gaspard de Bourbon Busset (1797-1817)

                              - Arthus de Bourbon Busset (1752-1759)
                              - Antoine de Bourbon Busset (1753-1802)
                                - Louis de Bourbon Busset (1797-1798)
                                - Eugène de Bourbon-Lignières (1799-1863)
                                  - Henry de Bourbon-Lignières (1826-1902)
                                    - Louis de Bourbon-Lignières (1856-1920)
                                    - Charles de Bourbon-Lignières (1858-1944)
                                    - Georges de Bourbon-Lignières (1860-1932)
                                      - Jacques de Bourbon-Lignières (1890-1892)
                                      - Philippe de Bourbon-Lignières (1894-1917)
                                      - Philippe de Bourbon-Lignières (1897-1918)
                                      - René de Bourbon-Lignières (1902-1989)

                                  - Louis de Bourbon-Lignières (1825-1905)

                          - Antoine François de Bourbon Busset (1678-1742)

                        - Jean Louis de Bourbon Busset

                    - Jean de Bourbon Busset (1567-1590)

                  - Henri de Bourbon Busset (1533-1534)
                  - Jean de Bourbon Busset (1537-1570)
                  - Jérôme de Bourbon Busset (1543-1619)

              - Louis de Bourbon (1465–1500)
              - Jacques de Bourbon (1466–1537)

            - Pierre II de Bourbon (1438-1503) 
              - Charles de Bourbon (1476-1498)

            - Jacques de Bourbon (1445-1468)
            - Louis de Bourbon-Roussillon (1450-1487)
              - Charles de Bourbon-Roussillon (1???-1510)
              - Jean de Bourbon-Roussillon (1465-1488)

            - Pierre de Bourbon (14??-1490)
            - Renaud de Bourbon (14??-1480)

          - Jean de Bourbon (1406-1412)
          - Louis Ier de Bourbon-Montpensier (1409-1486)
            - Louis de Bourbon-Montpensier
            - Gilbert de Bourbon-Montpensier (1443-1496)
              - Louis II de Bourbon-Montpensier (1483-1501)
              - Charles III de Bourbon (1490-1527) 
                - François de Bourbon (1517-1518)

              - François de Bourbon-Montpensier (1492-1515)

            - Jean de Bourbon-Montpensier (1445-1485)

          - Jean de Bourbon (1413-1485)  
          - Alexandre de Bourbon (14??-1440)
          - Guy de Bourbon (14??-1442)

        - Louis de Beaujeu (1388-1404)
        - Hector de Dampierre-en-Champagne (1391-1414)
        - Perceval de Bourbon (1402-1415)
        - Pierre de Bourbon
        - Jacques de Bourbon
        - Jean de Tanry
        - Philippe de Bourbon (13??-1396)
        - Jacques Bertrand
        - Pierrot de Bourbon
        - Oger de Bourbon

    - Philippe de Bourbon (1316-13??)
    - Jacques de Bourbon (1318-1318)
    - Jacques Ier de Bourbon-La Marche (1321-1362)
      - Pierre de Bourbon-La Marche (1342-1362)
      - Jean Ier de Bourbon-La Marche (1344-1393)
        - Jacques II de Bourbon-La Marche (1370-1438)
          - Claude de Bourbon-La Marche

        - Louis Ier de Bourbon-Vendôme (1376-1446)
          - Jean de Bourbon-Vendôme (1420-1496)
            - Jean de Bourbon-Vendôme
            - François de Bourbon-Vendôme (14??-1540)
            - Jacques de Bourbon-Vendôme

          - Jean VIII de Bourbon-Vendôme (1428-1477)
            - Jacques de Bourbon-Ligny (1455-1524)
              - Claude de Bourbon-Ligny (1514-1595)
                - Antoine de Bourbon-Ligny (16??-1594)
                - Jacques de Bourbon-Ligny (16??-1632)
                  - François-Claude de Vendôme (16??-1658)
                  - François de Vendôme
                  - Charles de Vendôme

              - André de Bourbon-Ligny (15??-1577)
                - Charles de Bourbon-Ligny (15??-1595)
                - Louis de Bourbon-Ligny (1574-1598)
                - Jean de Bourbon-Ligny

              - Jean de Bourbon-Ligny (15??-1571)
              - Jacques de Bourbon-Ligny

            - François de Bourbon-Vendôme (1470-1495)
              - Charles IV de Bourbon (1489-1537)
                - Louis de Bourbon (1514-1516)
                - Antoine de Bourbon (1518-1562) 
                  - Henri de Bourbon (1551-1553)
                  - Henri IV de France (1553-1610)   (voir ci-après)
                  - Charles III de Bourbon (1554-1610)
                  - Louis-Charles de Bourbon (1555-1557)

                - François de Bourbon (1519-1546)
                - Louis de Bourbon (1522-1525)
                - Charles Ier de Bourbon (1523-1590) 
                  - Nicolas Poulain

                - Jean de Bourbon (1528-1557)
                - Louis Ier de Bourbon-Condé (1530-1569) 
                  - Henri Ier de Bourbon-Condé (1552-1588) 
                    - Henri II de Bourbon-Condé (1588-1646) 
                      - Louis II de Bourbon-Condé (1621-1686) 
                        - Henri-Jules de Bourbon-Condé (1643-1709) 
                          - Henri de Bourbon-Condé (1667-1670)
                          - Louis III de Bourbon-Condé (1668-1710) 
                            - Louis IV Henri de Bourbon-Condé (1692-1740) 
                              - Louis V Joseph de Bourbon-Condé (1736-1818) 
                                - Louis VI Henri de Bourbon-Condé (1756-1830) 
                                  - Louis-Antoine de Bourbon-Condé (1772-1804)

                            - Charles de Bourbon-Condé (1700-1760)
                              - Louis-Thomas de Bourbon-Condé (1718-1799)

                            - Louis de Bourbon-Condé (1709-1771)

                          - Louis-Henri de Bourbon-Condé (1672-1677)
                          - Louis-Henri de Bourbon-Condé (1673-1675)

                        - Louis de Bourbon-Condé (1652-1653)

                      - Armand de Bourbon-Conti (1629-1666)
                        - Louis de Bourbon-Conti (1658-1658)
                        - Louis-Armand de Bourbon-Conti (1661-1685)
                        - François-Louis de Bourbon-Conti (1664-1709)
                          - Louis-Armand de Bourbon-Conti (1695-1727)
                            - Louis de Bourbon-Conti (1715-1717)
                            - Louis-François de Bourbon-Conti (1717-1776)
                              - Louis-François-Joseph de Bourbon-Conti (1734-1814)
                                - François-Louis de Vauréal (1761-1785)
                                - Guillaume Pierre Antoine Gatayes (1774-1846)
                                  - Léon Gatayes (1805-1877)
                                  - Édouard Gatayes (-1831)
                                  - Félix Gatayes (1812-1875)

                              - François-Claude-Fauste de Bourbon-Conti (1771-1833)
                              - Marie-François-Félix de Bourbon-Conti (1772-1840)

                            - Louis-Armand de Bourbon-Conti (1720-1722)
                            - Charles de Bourbon-Conti (1722-1730)

                          - Louis-François de Bourbon-Conti (1703-1704)

                  - Charles de Bourbon-Condé (1557-1558)
                  - François de Bourbon-Conti (1558-1614)
                    - Nicolas de Bourbon-Conti (15??-1648)

                  - Charles II de Bourbon-Condé (1562-1594)
                  - Louis de Bourbon-Condé (1562-1563)
                  - Charles de Bourbon-Soissons (1566-1612)
                    - Louis de Bourbon-Soissons (1604-1641)
                      - Louis-Henri de Bourbon-Soissons (1640-1703)

                  - Louis de Bourbon-Condé (1567-1568)
                  - Benjamin de Bourbon-Condé (1569-1573)

              - Jacques de Bourbon-Vendôme (1490-1491)
              - François Ier de Bourbon-Saint-Pol (1491-1545)
                - François II de Bourbon-Saint-Pol (1534-1546)

              - Louis de Bourbon-Vendôme (1493-1557)

            - Louis de Bourbon-Vendôme (1473-1520)
              - Louis III de Bourbon-Montpensier (1513-1582)
                - François de Bourbon-Montpensier (1542-1592)
                  - Henri de Bourbon-Montpensier (1573-1608)

              - Charles de Bourbon-Montpensier (1515-1565)
                - Henri de Bourbon (1545-1560)

              - Jacques Helvis (15??-1565)

            - Louis de Bourbon-Vendôme (14??-1510)

        - Jean de Bourbon-Carency (1378-1457)
          - Louis de Bourbon-Carency (1417-1453)
          - Jean de Bourbon-Carency (1418-1458)
          - Pierre de Bourbon-Carency (1424-1481)
          - Jacques de Bourbon-Carency (1425-1493)
            - Charles de Bourbon-Carency (1444-1503)
              - Bertrand de Bourbon-Carency (1494-1515)
              - Jean de Bourbon-Carency (1500-1520)

            - Jean de Bourbon-Carency (14??-1446)

          - Philippe de Bourbon-Duisant (1429-1492)
            - Antoine de Bourbon-Duisant
              - Pierre de Bourbon-Duisant
              - Philippe de Bourbon-Duisant (14??-1530)

      - Jacques de Bourbon-Préaux (1346-1417)
        - Louis de Bourbon-Préaux (1368-1415)
        - Pierre de Bourbon-Préaux (1390-1422)
        - Jacques II de Bourbon-Préaux (1392-14??)
        - Charles de Bourbon-Préaux
        - Jean de Bourbon-Préaux

  - Jean de Charolais (1283-1316)
  - Pierre de Bourbon (1298-1341)

## Descendance agnatique d'HenriIV
- Henri IV de France (1553-1610)  
  - Hervé Borré (1576-1643)
  - Gédéon Imbert (1588-1588)
  - César de Bourbon-Vendôme (1594-1665)
    - Louis II de Bourbon-Vendôme (1612-1669)
      - Louis Joseph de Bourbon-Vendôme (1654-1712)
      - Philippe de Bourbon-Vendôme (1655-1727)
      - Jules César de Bourbon-Vendôme (1657-1660)

    - François de Bourbon-Vendôme (1616-1669)

  - Alexandre de Bourbon-Vendôme (1598-1629)
  - Henri de Verneuil (1600-1601)
  - Louis XIII de France (1601-1643)  
    - Louis XIV de France (1638-1715)  
      - Louis de France (1661-1711)
        - Louis de France (1682-1712)
          - Louis de France (1704-1705)
          - Louis de France (1707-1712)
          - Louis XV de France (1710-1774)  
            - Louis de France (1729-1765)
              - Louis de France (1751-1761)
              - Xavier de France (1753-1754)
              - Louis XVI de France (1754-1793)  
                - Louis-Joseph de France (1781-1789)
                - Louis XVII de France (1785-1795)  

              - Louis XVIII de France (1755-1824)  
              - Charles X de France (1757-1836)  
                - Louis de France (1775-1844) 
                - Charles-Ferdinand d'Artois (1778-1820)
                  - Charles-Louis-Auguste Oreille de Carrière (1815-1858)
                    - Charles Oreille de Carrière (1842-1???)

                  - Ferdinand de La Roche (1817-1908)
                  - Louis d'Artois (1818-1818)
                  - Charles de La Roche (1820-1901)
                  - Henri d'Artois (1820-1883) 
                  - Ferdinand Oreille de Carrière (1820-1876)

            - Philippe de France (1730-1733)
            - Charles de Vintimille (1741-1814)
              - Charles Félix René de Vintimille du Luc (1765-1806)

            - Philippe de Narbonne-Lara (1750-1834)
            - Louis Marie de Narbonne-Lara (1755-1813)
              - Louis-Jean-Amalric de Narbonne-Lara

            - Louis-Aimé de Bourbon (1762-1787)
            - Benoît-Louis Le Duc (1764-1837)
            - Charles Louis Cadet de Gassicourt (1769-1821)
              - Félix Cadet de Gassicourt (1789-1861)
                - Charles Cadet de Gassicourt (1826-1900)
                  - Félix Cadet de Gassicourt (1871-1953)
                    - Jean Cadet de Gassicourt (1900-1914)
                    - André Cadet de Gassicourt (1906)

              - Louis Hercule Cadet de Gassicourt (1794-1879)

        - Philippe V d'Espagne (1683-1746)  (voir ci-après)
        - Charles de France (1686-1714)
          - Charles de Bourbon (1713-1713)

      - Charles-Louis de La Baume Le Blanc (1663-1666)
      - Philippe de La Baume Le Blanc (1665-1666)
      - Louis de La Baume Le Blanc (1665-1666)
      - Louis de Bourbon (1667-1683)
      - Philippe Charles de France (1668-1671)
      - Louis-Auguste de Bourbon-Dombes (1670-1736)
        - Louis-Constantin de Bourbon-Dombes (1695-1698)
        - Louis-Auguste de Bourbon-Dombes (1700-1755)
        - Louis-Charles de Bourbon-Dombes (1701-1775)
        - Charles de Bourbon-Dombes (1704-1708)

      - Louis-François de France (1672-1672)
      - Louis-César de Bourbon (1672-1683)
      - Louis-Alexandre de Bourbon-Penthièvre (1678-1737)
        - Louis-Alexandre de Sainte-Foy (1720-1721)
        - Philippe-Auguste de Sainte-Foy (1721-1795)
        - Louis de Bourbon-Penthièvre (1725-1793)
          - Louis-Marie de Bourbon-Penthièvre (1746-1747)
          - Louis-Alexandre de Bourbon-Penthièvre (1747-1768)
          - Jean-Marie de Bourbon-Penthièvre (1748-1755)
          - Vincent-Marie-Louis de Bourbon-Penthièvre (1750-1752)
          - Louis-Marie-Félicité de Bourbon-Penthièvre (1754-1754)

    - Philippe d'Orléans (1640-1701) 
      - Philippe-Charles d'Orléans (1664-1666)
      - Alexandre-Louis d'Orléans (1673-1676)
      - Philippe d'Orléans (1674-1723) 
        - Charles de Saint-Albin (1698-1764)
        - Jean-Philippe d'Orléans (1702-1748)
        - Louis d'Orléans (1703-1752) 
          - Louis-Philippe d'Orléans (1725-1785) 
            - Louis-Philippe d'Orléans (1747-1793) 
              - Louis-Philippe Ier de France (1773-1850) 
                - Ferdinand-Philippe d'Orléans (1810-1842) 
                  - Philippe d'Orléans (1838-1894) 
                    - Philippe d'Orléans (1869-1926) 
                    - Charles d'Orléans (1875-1875)
                    - Jacques d'Orléans (1880-1881)
                    - Ferdinand d'Orléans (1884-1924)

                  - Robert d'Orléans (1840-1910)
                    - Robert d'Orléans (1866-1885)
                    - Henri d'Orléans (1867-1901)
                    - Jean d'Orléans (1874-1940) 
                      - Henri d'Orléans (1908-1999) 
                        - Henri d'Orléans (1933-2019) 
                          - François d'Orléans (1961-2017)
                          - Jean d'Orléans (1965) 
                            - Gaston d'Orléans (2009)
                            - Joseph d'Orléans (2016)
                            - Alphonse d'Orléans (2023)

                          - Eudes d'Orléans (1968)
                            - Pierre d'Orléans (2003)

                        - François d'Orléans (1935-1960)
                        - Michel d'Orléans (1941)
                          - Charles-Philippe d'Orléans (1973)
                          - François d'Orléans (1982)
                            - Philippe d'Orléans (2017)
                            - Raphaël d'Orléans (2021)

                        - Jacques d'Orléans (1941)
                          - Charles-Louis d'Orléans (1972)
                            - Philippe d'Orléans (1998)
                            - Constantin d'Orléans (2003)

                          - Foulques d'Orléans (1974)

                        - Thibaut d'Orléans (1948-1983)
                          - Robert d'Orléans (1976)
                          - Louis-Philippe d'Orléans (1979-1980)

                - Louis d'Orléans (1814-1896)
                  - Gaston d'Orléans (1842-1922)
                    - Pierre d'Orléans-Bragance (1875-1940) 
                      - Pierre-Gaston d'Orléans-Bragance (1913-2007) 
                        - Pedro Carlos d'Orléans-Bragance (1945) 
                          - Pedro Tiago d'Orléans-Bragance (1979)
                          - Filipe Rodrigo d'Orléans-Bragance (1982)

                        - Afonso d'Orléans-Bragance (1948)
                        - Manoel d'Orléans-Bragance (1949)
                          - Manoel Afonso d'Orléans-Bragance (1981)

                        - François-Humbert d'Orléans-Bragance (1956)
                          - François Théodore d'Orléans-Bragance (1979)
                          - Gabriel d'Orléans-Bragance (1989)

                      - Jean d'Orléans-Bragance (1916-2005)
                        - João d'Orléans-Bragance (1954)
                          - João Philippe d'Orléans-Bragance (1986)
                            - João Antonio d'Orléans-Bragance (2017)

                    - Louis d'Orléans-Bragance (1878-1920)
                      - Pedro Henrique d'Orléans-Bragance (1909-1981)
                        - Louis d'Orléans-Bragance (1938-2022)
                        - Eudes d'Orléans-Bragance (1939-20209)
                          - Luiz Philippe d'Orléans-Bragance (1969)
                            - Maximilian d'Orléans-Bragance (2012)

                          - Eudes d'Orléans-Bragance (1977)
                            - Eudes d'Orléans-Bragance (2011)

                          - Guy d'Orléans-Bragance (1985)
                            - Francisco d'Orléans-Bragance (2019)

                        - Bertrand d'Orléans-Bragance (1941)
                        - Pierre d'Orléans-Bragance (1945)
                          - Gabriel d'Orléans-Bragance (1980)
                            - Gabriel d'Orléans-Bragance (2013)
                            - Raphaël d'Orléans-Bragance (2015)

                        - Ferdinand d'Orléans-Bragance (1948)
                        - Antônio d'Orléans-Bragance (1950)
                          - Pedro Luiz d'Orléans-Bragance (1983-2009)
                          - Raphaël d'Orléans-Bragance (1986)

                        - François d'Orléans-Bragance (1955)
                        - Albert d'Orléans-Bragance (1957)
                          - Pierre d'Orléans-Bragance (1988)
                            - Arthur d'Orléans-Bragance (2024)

                          - Antoine d'Orléans-Bragance (1997)

                      - Luiz Gastão d'Orléans-Bragance (1911-1931)

                    - Antoine d'Orléans-Bragance (1881-1918)

                  - Ferdinand d'Orléans (1844-1910)
                    - Emmanuel d'Orléans (1872-1931)
                      - Charles-Philippe d'Orléans (1905-1970)

                - François d'Orléans (1818-1900)
                  - Pierre d'Orléans (1845-1919)
                    - Pierre Lebesgue (1881-1962)

                - Charles d'Orléans (1820-1828)
                - Henri d'Orléans (1822-1897)
                  - Louis d'Orléans (1845-1866)
                  - Henri d'Orléans (1847-1847)
                  - François de Paule d'Orléans (1852-1852)
                  - François d'Orléans (1854-1872)

                - Antoine d'Orléans-Galliera (1824-1890)
                  - Ferdinand d'Orléans-Galliera (1859-1873)
                  - Philippe d'Orléans-Galliera (1862-1864)
                  - Antoine d'Orléans-Galliera (1866-1930)
                    - Alphonse d'Orléans-Galliera (1886-1975)
                      - Alvaro d'Orléans-Galliera (1910-1997)
                        - Alonso d'Orléans-Bourbon (1941-1975)
                          - Alphonse d'Orléans-Bourbon (1968)
                            - Alonso d'Orléans-Bourbon (1994)

                          - Alvaro d'Orléans-Bourbon (1969)
                            - Aiden d'Orléans-Bourbon (2009)

                        - Alvaro d'Orléans-Bourbon (1947)
                          - André d'Orléans-Bourbon (1976)
                          - Alois d'Orléans-Bourbon (1979)
                            - Alphonse d'Orléans-Bourbon (2010)

                      - Alphonse d'Orléans-Galliera (1912-1936)
                      - Ataúlfo d'Orléans-Galliera (1913-1974)

                    - Louis-Ferdinand d'Orléans-Galliera (1888-1945)

                  - Louis d'Orléans-Galliera (1867-1874)

              - Antoine d'Orléans (1775-1807)
              - Louis-Charles d'Orléans (1779-1808)
              - Victor Leclerc de Buffon (1792-1812)

            - Louis-Étienne de Saint-Phar (1759-1825)
            - Louis-Philippe de Saint-Albin (1761-1829)

  - Henri de Bourbon-Verneuil (1601-1682)
  - Monsieur d'Orléans (1607-1611)
  - Antoine de Bourbon-Bueil (1607-1632)
  - Gaston de France (1608-1660)
    - Jean Gaston d'Orléans (1650-1652)
    - Louis d'Orléans (1640-1692)
      - Manuel d'Orléans (1677-1740)

## Descendance agnatique dePhilippeVd'Espagne
- Philippe V d'Espagne (1683-1746) 
  - Louis Ier d'Espagne (1707-1724)
  - Philippe d'Espagne (1709-1709)
  - Philippe-Pierre d'Espagne (1712-1719)
  - Ferdinand VI d'Espagne (1713-1759) 
  - Charles III d'Espagne (1716-1788) 
    - Philippe-Antoine de Bourbon (1747-1777)
    - Charles IV d'Espagne (1748-1819) 
      - Charles-Clément d'Espagne (1771-1774)
      - Charles d'Espagne (1780-1783)
      - Charles d'Espagne (1783-1784)
      - Philippe d'Espagne (1783-1784)
      - Ferdinand VII d'Espagne (1784-1833) 
      - Charles de Bourbon (1788-1855)
        - Charles de Bourbon (1818-1861)
        - Jean de Bourbon (1822-1887) 
          - Charles de Bourbon (1848-1909) 
            - Jacques de Bourbon (1870-1931) 

          - Alphonse-Charles de Bourbon (1849-1936) 
          - John Monfort (1861-1929)

        - Ferdinand de Bourbon (1824-1861)

      - Philippe-Marie d'Espagne (1792-1794)
      - François de Paule de Bourbon (1794-1865)
        - François d'Assise de Bourbon (1820-1821)
        - François d'Assise de Bourbon (1822-1902)
          - Louis de Bourbon (1849-1849)
          - Ferdinand de Bourbon (1850-1850)
          - François de Bourbon (1856-1856)
          - Alphonse XII d'Espagne (1857-1885) 
            - Alfonso Sanz y Martínez de Arizala (1879-1970)
            - Fernando Sanz y Martínez de Arizala (1881-1925)
            - Alphonse XIII d'Espagne (1886-1941)  
              - Roger Lévêque de Vilmorin (1905-1980)
                - Nicolas Lévêque de Vilmorin (1928)
                - Philippe-Victoire Lévêque de Vilmorin (1948)

              - Alphonse de Bourbon (1907-1938)
              - Jacques-Henri de Bourbon (1908-1975) 
                - Alphonse de Bourbon (1936-1989) 
                  - François de Bourbon (1972-1984)
                  - Louis de Bourbon (1974) 
                    - Louis de Bourbon (2010)
                    - Alphonse de Bourbon (2010)
                    - Henri de Bourbon (2019)

                - Gonzalve de Bourbon (1937-2000)

              - Fernando de Borbón y Battenberg (1910-1910)
              - Juan de Borbón y Battenberg (1913-1993)
                - Juan Carlos Ier d'Espagne (1938) 
                  - Felipe VI d'Espagne (1968) 

                - Alfonso de Borbón (1941-1956)

              - Gonzalve de Bourbon (1914-1934)
              - Leandro de Borbón y Ruiz Moragas (1929-2016)
                - Alfonso Javier de Borbón y Vidal (1955)
                - Eduardo Leandro de Borbón y Vidal (1956)
                  - Alfonso de Borbón y Garde (2006)

                - Leandro Julio de Borbón y de Mora (1974)

          - François d'Assise de Bourbon (1866-1866)

        - Henri de Bourbon (1823-1870)
          - Henri-Pie de Bourbon (1848-1894)
          - Louis de Bourbon (1851-1854)
          - François de Paule de Bourbon (1853-1942)
            - François de Paule de Bourbon (1882-1952)
              - Henri de Bourbon (1909-1915)
              - Francisco de Paula de Bourbon (1912-1995)
                - Francisco de Borbón y Escasany (1943-2025)
                  - Francisco de Paula de Borbón y von Hardenberg (1979)
                    - Francisco Máximo de Borbón y Karoly (2017)

                - Alfonso Carlos de Borbón y Escasany (1945-2025)
                  - Alfonso de Borbón y Yordi (1973)
                    - Alfonso de Borbón y Silva (2014)
                    - Jerónimo de Borbón y Silva (2017)

                - Enrique de Borbón y García de López (1970)

            - Joseph-Marie de Bourbon (1883-1962)
              - Joseph-Louis de Bourbon (1910-1936)
              - Ferdinand de Bourbon (1913-1914)
              - Charles de Bourbon (1915-1978)
                - Charles-Joseph de Bourbon (1940)
                  - Antoine Charles de Bourbon (1976)

              - Albert-Joseph de Bourbon (1916-1997)
                - François Joubert (1933)
                - Henri de Bourbon (1948-2005)
                - Jean-Charles de Bourbon (1953-1953)

              - Alvare de Bourbon (1922-2000)

            - Henri de Bourbon (1891-1936)
              - Jacques de Bourbon (1921-1936)

            - Alphonse de Bourbon (1893-1936)
              - Alphonse de Bourbon (1926-2018)
              - Louis-Alphonse de Bourbon (1927-1952)

          - Albert de Bourbon (1854-1939)
            - Albert Marie de Bourbon (1883-1959)
              - Alphonse de Bourbon (1909-1938)
                - Albert de Bourbon (1933-1995)
                  - Albert de Bourbon (1960-1960)
                  - Alphonse de Bourbon (1961)
                    - Alphonse de Bourbon (1995)

                - Alphonse de Bourbon (1937-2007)
                  - Alphonse de Bourbon (1963-2005)
                    - Alphonse de Bourbon (1999)

                  - Ferdinand de Bourbon (1966)
                    - Ferdinand de Bourbon (2001)
                    - Ignace de Bourbon (2005)

                  - Jacques de Bourbon (1971)

        - Édouard-Félix de Bourbon (1826-1830)
        - Ferdinand-Marie de Bourbon (1832-1854)
        - Ricardo María de Arredondo (1851-1873)

    - Ferdinand Ier des Deux-Siciles (1751-1825) 
      - Charles de Bourbon-Siciles (1775-1778)
      - François Ier des Deux-Siciles (1777-1830) 
        - Ferdinand François d'Assise de Bourbon-Siciles (1800-1801)
        - Ferdinand II des Deux-Siciles (1810-1859) 
          - François II des Deux-Siciles (1836-1894) 
          - Louis de Bourbon-Siciles (1838-1886)
            - Charles de Duzzio (1869-1931)

          - Albert Marie François de Bourbon-Siciles (1839-1844)
          - Alphonse de Bourbon-Siciles (1841-1934) 
            - Ferdinand-Pie de Bourbon-Siciles (1869-1960) 
              - Roger-Marie de Bourbon-Siciles (1901-1914)

            - Charles de Bourbon-Siciles (1870-1949)
              - Alphonse de Bourbon-Siciles (1901-1964) 
                - Charles de Bourbon-Siciles (1938-2015) 
                  - Pierre de Bourbon-Siciles (1968) 
                    - Jaime de Bourbon-Siciles (1992)
                    - Juan de Bourbon-Siciles (2003)
                    - Pablo de Bourbon-Siciles (2004)
                    - Pedro de Bourbon-Siciles (2007)

              - Ferdinand de Bourbon-Siciles (1903-1905)
              - Charles de Bourbon-Siciles (1908-1936)

            - François de Paule de Bourbon-Siciles (1873-1876)
            - Janvier de Bourbon-Siciles (1882-1944)
            - Rénier de Bourbon-Siciles (1883-1973)
              - Ferdinand de Bourbon-Siciles (1926-2008)
                - Charles de Bourbon-Siciles (1963)

            - Philippe de Bourbon-Siciles (1885-1949)
              - Gaëtan de Bourbon-Siciles (1917-1984)
                - Adrian de Bourbon-Siciles (1948)
                  - Philippe de Bourbon-Siciles (1977)

                - Gregory de Bourbon-Siciles (1950)
                  - Christian de Bourbon-Siciles (1974)
                  - Raymond de Bourbon-Siciles (1978)

            - François d'Assise de Bourbon-Siciles (1888-1914)
            - Gabriel de Bourbon-Siciles (1897-1975)
              - Antoine de Bourbon-Siciles (1929-2019)
                - François de Bourbon-Siciles (1960)
                  - Antoine de Bourbon-Siciles (2003)

                - Janvier de Bourbon-Siciles (1966)

              - Jean Marie Casimir de Bourbon-Siciles (1933-2000)
              - Casimir Marie de Bourbon-Siciles (1938)
                - Luís Alfonso de Bourbon-Siciles (1970)
                - Alexander Henrique de Bourbon-Siciles (1974)

          - Gaëtan de Bourbon-Siciles (1846-1871)
          - Joseph Marie de Bourbon-Siciles (1848-1851)
          - Vincent Marie de Bourbon-Siciles (1851-1854)
          - Pascal de Bourbon-Siciles (1852-1904)
          - Janvier de Bourbon-Siciles (1857-1867)

        - Charles-Ferdinand de Bourbon-Siciles (1811-1862)
          - François de Bourbon-Siciles (1837-1862)

        - Léopold de Bourbon-Siciles (1813-1860)
        - Antoine de Bourbon-Siciles (1916-1843)
        - Louis de Bourbon-Siciles (1824-1897)
          - Louis de Bourbon-Siciles-Roccaguglielma (1845-1909)
            - Louis de Bourbon-Siciles-Roccaguglielma (1873-1940)
              - Louis de Bourbon-Siciles-Roccaguglielma (1898-1967)
              - Carlo de Bourbon-Siciles-Roccaguglielma (1905-1968)

          - Philippe de Bourbon-Siciles (1847-1922)
          - Marie-Emmanuel de Bourbon-Siciles (1851-1851)

        - François de Paule de Bourbon-Siciles (1827-1892)
          - Léopold de Bourbon-Siciles (1853-1870)
          - Ferdinand de Bourbon-Siciles (1857-1859)

      - Gennaro de Bourbon-Siciles (1780-1789)
      - Joseph de Bourbon-Siciles (1781-1783)
      - Charles de Bourbon-Siciles (1788-1789)
      - Léopold de Bourbon-Siciles (1790-1851)
        - Louis-Charles de Bourbon-Siciles (1824-1824)

      - Albert Louis de Bourbon-Siciles (1792-1798)

    - Gabriel d'Espagne (1752-1788)
      - Pierre Charles de Bourbon-Bragance (1786-1812)
        - Sébastien de Bourbon-Bragance (1811-1875)
          - François de Bourbon-Bragance (1861-1923)
          - Pierre de Bourbon-Bragance (1862-1892)
            - Ferdinand de Bourbon-Bragance (1891-1944)

          - Louis de Bourbon-Bragance (1864-1889)
            - Louis de Bourbon-Bragance (1887-1942)
              - Louis Georges de Bourbon-Bragance (1922)
              - Philippe Serge de Bourbon-Bragance (1935)

            - Manfred de Bourbon-Bragance (1889-1979)

          - Alphonse de Bourbon-Bragance (1866-1934)
          - Gabriel de Bourbon-Bragance (1869-1889)

      - Charles de Bourbon-Bragance (1788-1788)

    - Antoine-Pascal d'Espagne (1755-1817)
    - François-Xavier d'Espagne (1757-1771)

  - François d'Espagne (1717-1717)
  - Philippe Ier de Parme (1720-1765) 
    - Ferdinand Ier de Parme (1751-1802) 
      - Louis Ier d'Étrurie (1773-1803) 
        - Charles II de Parme (1799-1883) 
          - Charles III de Parme (1823-1854) 
            - Robert Ier de Parme (1848-1907) 
              - Ferdinand de Bourbon-Parme (1871-1872)
              - Henri de Bourbon-Parme (1873-1939)
              - Joseph de Bourbon-Parme (1875-1950)
              - Élie de Bourbon-Parme (1880-1959)
                - Charles Louis de Bourbon-Parme (1905-1912)
                - Robert de Bourbon-Parme (1909-1974)
                - François Alphonse de Bourbon-Parme (1913-1939)

              - Auguste de Bourbon-Parme (1882-1882)
              - Sixte de Bourbon-Parme (1886-1934)
              - François-Xavier de Bourbon-Parme (1889-1977) 
                - Charles-Hugues de Bourbon-Parme (1930-2010) 
                  - Charles de Bourbon-Parme (1970) 
                    - Hugo de Bourbon-Parme (1997)
                    - Carlos Enrique de Bourbon-Parme (2016)

                  - Jaime de Bourbon-Parme (1972)

                - Sixte-Henri de Bourbon-Parme (1940)

              - Félix de Bourbon-Parme (1893-1970)
                - Jean de Luxembourg (1921-2019) 
                  - Henri de Luxembourg (1965) 
                    - Guillaume de Luxembourg (1981) 
                      - Charles de Luxembourg (2020) 
                      - François de Luxembourg (2023)

                    - Félix de Luxembourg (1984)
                      - Liam de Nassau (2016)
                      - Balthazar de Nassau (2024)

                    - Louis de Luxembourg (1986)
                      - Gabriel de Nassau (2006)
                      - Noah de Nassau (2007)

                    - Sébastien de Luxembourg (1992)

                  - Jean de Luxembourg (1957)
                    - Constantin de Nassau (1988)
                      - Félix de Nassau (2018)

                    - Wenceslas de Nassau (1990)
                      - Calixte de Nassau (2022)

                    - Carl-Johann de Nassau (1992)
                      - Xander de Nassau (2021)

                  - Guillaume de Luxembourg (1963)
                    - Paul-Louis de Nassau (1998)
                    - Léopold de Nassau (2000)
                    - Jean de Nassau (2004)

                - Charles de Luxembourg (1927-1977)
                  - Robert Louis de Luxembourg (1968)
                    - Alexandre de Nassau (1997)
                    - Frederick de Nassau (2002)

              - René de Bourbon-Parme (1894-1962)
                - Jacques de Bourbon-Parme (1922-1964)
                  - Philippe de Bourbon-Parme (1949)
                    - Jacques de Bourbon-Parme (1986)
                    - Joseph de Bourbon-Parme (1989)
                      - Arthur de Bourbon-Parme (2021)

                  - Alain de Bourbon-Parme (1955)

                - Michel de Bourbon-Parme (1926-2018)
                  - Éric de Bourbon-Parme (1953-2001)
                    - Michel de Bourbon-Parme (1989)
                    - Henri de Bourbon-Parme (1991)

                  - Charles-Emmanuel de Bourbon-Parme (1961)
                    - Amaury de Bourbon-Parme (1991)

                - André de Bourbon-Parme (1928-2011)
                  - Axel de Bourbon-Parme (1967)
                    - Côme de Bourbon-Parme (1997)

              - Louis de Bourbon-Parme (1899-1967)
                - Guy de Bourbon-Parme (1940-1991)
                  - Louis Emmanuel de Bourbon-Parme (1966)
                    - Guy de Bourbon-Parme (1995)

                - Rémy de Bourbon-Parme (1942)
                  - Tristan de Bourbon-Parme (1974)
                    - Imri de Bourbon-Parme (2020)

                - Jean Bernard de Bourbon-Parme (1961)
                  - Arnaud de Bourbon-Parme (1989)
                  - Christophe de Bourbon-Parme (1991)

              - Gaëtan de Bourbon-Parme (1905-1958)

            - Henri de Bourbon-Parme (1851-1905)

      - Philippe Marie de Bourbon (1783-1786)

  - Louis Antoine de Bourbon (1727-1785) 
    - Louis Marie de Bourbon (1777-1823)

## Armoiries utilisées

### Titres étrangers
: Empereur Byzantin
 : Roi de Jérusalem
 : Roi de Hongrie
 : Roi de Navarre
 : Roi de Pologne
 : Roi d'Espagne
 : Roi du Portugal
 : Roi des Bulgares
 : Roi des Belges
 : Roi d'Angleterre
 : Roi d'Ecosse
 : Roi d'Irlande
 : Roi de Sicile
 : Grand-duc du Luxembourg
 : Duc de Parme
 : Chef de la maison d'Orléans-Bragance

### Titres français
: Roi de France (avant Charles VI)
 : Roi de France (à partir de Charles VI)
 : Chef de la maison de France
 : Chef de la maison d'Orléans
 : Chef de la maison de Bourbon-Clermont
 : Chef de la maison de Condé
 : Chef de la maison d'Anjou-Sicile
 : Duc de Bourgogne
 : Duc d'Alençon
 : Duc de Lorraine
 : Duc de Bretagne
 : Duc d'Anjou
 : Duc de Valois

## Pour approfondir